# Heptine
Die Heptine sind eine Stoffgruppe aus der Gruppe der Alkine. Es existieren insgesamt 14 isomere Verbindungen mit der Summenformel C7H12 mit einer Dreifachbindung zwischen zwei Kohlenstoffatomen.

## Isomere

### Ohne Verzweigung
Bei den linearen Heptinen kann sich die Kohlenstoff-Kohlenstoff-Dreifachbindung an drei unterschiedlichen Positionen befinden, es lassen sich drei lineare Isomere unterscheiden:
- 1-Heptin
- 2-Heptin
- 3-Heptin

### Mit einer Verzweigung
- 3-Methyl-1-hexin[2]
- 4-Methyl-1-hexin[3]
- 5-Methyl-1-hexin[4]
- 4-Methyl-2-hexin[5]
- 5-Methyl-2-hexin[6]
- 2-Methyl-3-hexin[7]
- 3-Ethyl-1-pentin[8]

### Mit zwei Verzweigungen
- 3,3-Dimethyl-1-pentin[9]
- 3,4-Dimethyl-1-pentin[10]
- 4,4-Dimethyl-1-pentin[11]
- 4,4-Dimethyl-2-pentin[12]